# Vahl-Ebersing
Vahl-Ebersing là một xã trong tỉnh Moselle, vùng Grand Est đông bắc nước Pháp.